# Call Me a Dog
«Call Me a Dog» es una canción de la banda estadounidense de grunge Temple of the Dog. Escrita por el cantante Chris Cornell, es la quinta canción del único álbum de estudio de la banda, Temple Of The Dog (1991).

## Origen y grabación
La canción fue escrita por Chris posiblemente en 1990, debido a su sonido suave Chris no grabó este tema con su banda Soundgarden y decidió agregar el tema al álbum Temple Of The Dog.
Fue grabada en los estudios London Bridge a finales de 1990 con el productor Rick Parashar, quien también produciría el álbum debut de Pearl Jam, Ten en 1991.

## Letra
La canción habla sobre un hombre recordando a una mujer la cual estuvo enamorada de él. El hombre aún sigue estando enamorado de ella, sin embargo la mujer parece haberse ido sin dejar rastro.

## Interpretaciones en vivo
"Call Me a Dog" fue interpretada en vivo por primera vez el 13 de noviembre de 1990 en Seattle, Washington en el Off Ramp Café.
El 3 y 4 de septiembre de 2011 Pearl Jam tocó en el Teatro Musical de Alpine Valley en Wisconsin como parte del PJ20, en celebración de la banda por sus 20 años juntos. Chris Cornell se unió en el escenario para interpretar la canción, así como varios otros temas de Temple of the Dog y Mother Love Bone.
Este es uno de los temas más tocados por Chris Cornell en el Songbook Tour.